# Един идиот в Париж
„Един идиот в Париж“ (на френски: Un idiot à Paris) е френска комедия от 1967 г. на френския кинорежисьор Серж Корбер, с участието на Жан Льофевър, Дани Карел и Бернар Блие.

## Сюжет
Внимание:  Текстът по-долу разкрива сюжета на произведението (или части от него)!
На простодушния човек Габи му се смеят в родното село: в края на краищата той има мечта - да види Париж. И тогава един ден двама негови приятели от селото го напиват и го качват докато спи камион зъз зеле, която отива в Париж. Озовавайки се там в своята „мечта“, Габи започва да пътува из града и намира много нови приятели.

## В ролите
| Изпълнител     | Роля               |
| -------------- | ------------------ |
| Жан Льофевър   | Габи               |
| Дани Карел     | Джулиет            |
| Бернар Блие    | Леон Десертин      |
| Робер Далбан   | Патуйу             |
| Мишлин Люсьони | Люсиен-проститутка |
| Пиер Ришар     | полицай            |